# Frukost på Tiffany's (bok)
Frukost på Tiffany's (originaltitel: Breakfast at Tiffany's) är en kortroman av Truman Capote som utgavs tillsammans med tre andra kortare noveller av förlaget Random House 1958. Samma år publicerades den även i en något förkortad version i tidningen Esquires novemberutgåva.
Romanen har blivit känd delvis på grund av att huvudfiguren i texten, Holly Golightly, har blivit en av Capotes mest välkända litterära figurer och en amerikansk kulturikon. Den filmatiserades 1961 med Audrey Hepburn i huvudrollen.

## Handling
Romanen sträcker sig över ett år, från hösten 1943 till hösten 1944. Den fokuserar på vänskapen mellan Holly Golightly och en berättare som ej nämns vid namn. Båda hyr var sin lägenhet i samma hus i Manhattans Upper East Side. Holly Golightly, som är i nittonårsåldern, kommer ursprungligen från landet men blir en del av New Yorks innekrets. Som sådan festar hon med och underhåller alla rika unga män hon kan hitta för att finna en person att gifta sig med. Enligt Capote är hon inte en callgirl, utan vad han kallar en "amerikansk geisha". Holly gillar att förvåna folk med försiktigt utvalda småbitar från sitt privatliv eller frimodiga synpunkter på olika ämnen. Till sist befarar Holly att hon aldrig kommer att veta vad som verkligen är hennes förrän hon har blivit dumpad.

## Inspiration och uppkomst
I de första utkasten hette Holly "Connie Gustafson". Capote ändrade namnet till det mer bildliga ”Holiday Golightly”. Figuren är baserad på flera olika kvinnor som alla är vänner eller nära bekanta med honom. Det har funnits flera förslag på vem som verkligen givit upphov till den ”verkliga” Holly, bland andra Gloria Vanderbilt, Oona Chaplin, skådespelaren och författaren Carol Grace, författaren Maeve Brennan, författaren Doris Lilly, fotomodellen Dorian Leigh (som Capote kallade för "Happy Go Lucky") och hennes syster, fotomodellen Suzy Parker. Capotes biografförfattare Gerald Clarke skrev att ”hälften av de kvinnor han kände ... hävdat att de varit modell för hans lustiga hjältinna”. Han skrev också om likheten mellan författaren själv och figuren.
Det finns därutöver likheter mellan Holly och Capotes mor Nina Capote. Båda kommer från sydstaternas jordbruksområden, och att de sedan de flyttat därifrån bytt namn. Holly Golightly föddes som Lula Mae Barnes i Texas, och Nina Capote föddes som Lille Mae Faulk i Alabama. Båda lämnade sina makar som de gift sig med som tonåringar och lämnade de släktingar de älskat, samt tog sig till New York, där båda uppnådde en social status genom sina förhållanden till rikare män. Capotes mor föddes dock två årtionden innan den fiktiva Holly Golightly.
Capote blev utan framgång stämd för ärekränkning av en manhattanbo, Bonnie Golightly, som påstod att Capote hade baserat Holly på henne.

## Mottagande
I artikeln Breakfast at Sally Bowles' pekade Ingrid Norton från Open Letters Monthly på Capotes skuld till Christopher Isherwood, en av hans mentorer, i skapelsen av figuren Holly Golightly: ”Frukost på Tiffany's är på många vis Capotes personliga kristallisering av [Isherwoods] Sally Bowles.”
Truman Capotes moster Marie Rudisill noterade att Holly är väldigt lik miss Lily Jane Bobbit, huvudpersonen i hans novell Children on Their Birthdays. Hon observerade att båda är ”obundna, okonventionella vandrare, drömmare som söker den perfekta lyckan.”
Romanens prosastil fick Norman Mailer att utnämna Capote till ”sin generations mest perfekta författare”, och tillade att han "inte ville ändra två ord i Frukost på Tiffany's".

## Bearbetningar i andra medier
År 1961 blev Frukost på Tiffany's en film med samma namn, där Audrey Hepburn spelade huvudrollen och Blake Edwards regisserade. Filmen tog sig stora friheter i förhållande till Capotes text, och förflyttade exempelvis handlingen till samtiden (1961) istället för att äga rum på 1940-talet, som romanen.
Den skrevs även om till en musikal med titeln Holly Golightly som hade premiär i Boston 1966. Det inledande framförandet fick dålig kritik och trots att Edward Albee skrev om den slutade den spelas efter enbart fyra framföranden. Tre år efter musikalen gjordes ett nytt försök för TV, då med Stefanie Powers och Jack Kruschen i huvudrollerna. Den döptes till Holly Golightly (1969), en situationskomedi från ABC. Den sålde dock dåligt.
Dramatikern Samuel Adamson skrev om den till pjäs för teater som uppsattes vid Theatre Royal Haymarket i London år 2009. Regissör var Sean Mathias och Anna Friel spelade Holly Golightly. Joseph Cross spelade William Parsons.